# 姚旻
姚旻（?—?），南安郡羌人。十六國後秦將領。
387年，前秦冯翊太守兰椟率军二万，与鲁王苻纂谋攻长安。苻纂之弟苻师奴劝苻纂登极称帝，苻纂不从。苻师奴杀了苻纂，兰椟与苻师奴断绝了来往。西燕皇帝慕容永进攻兰椟，兰椟求救于后秦，后秦皇帝姚苌想要亲自带兵去救兰椟。尚书令姚旻、左仆射尹纬担心苻登背后袭击。姚苌认为苻登反应迟钝滞重，缺乏决断力，九月，姚苌率兵来到泥源，打败苻师奴。389年，前秦皇帝苻登攻克了平凉。八月，苻登守苟头原，威逼安定。后秦皇帝姚苌留下尚书令姚旻镇守安定，自己在深夜率领三万骑兵直奔大界，偷袭前秦等待搬运的粮草等物资，攻克大界，杀死了毛皇后以及南安王苻弁、北海王苻尚，凯旋而归。393年，姚苌临终，把太尉姚旻、仆射尹纬、姚晃、将军姚大目、尚书狄伯支等人召入宫中，让他们接受遗诏辅佐太子姚兴治理朝政。